# Kloster Saint-Sulpice
Das Kloster Saint-Sulpice (Saint Sulpice en Bugey) ist eine ehemalige Zisterzienserabtei in Frankreich. Sie liegt in der Gemeinde Thézillieu im Département Ain der Region Auvergne-Rhône-Alpes, rund 14 km nordwestlich von Belley in der Landschaft Bugey.

## Geschichte
Das Anfang des 12. Jahrhunderts gegründete Cluniazenserpriorat in St-Sulpice-le-Vieux schloss sich 1130 nach Ausstattungen von Graf Amadeus III. von Savoyen, dem Stifter von Kloster Hautecombe, als Tochterkloster der Primarabtei Pontigny dem Zisterzienserorden an. Das Kloster wurde bald an seine spätere Stelle verlegt und entwickelte sich dort schnell. Es gründete 1162 in Frankreich das Tochterkloster Chassagne auf einer bereits 1145 errichteten Grangie sowie bereits zuvor in Italien (Latium) die Tochterklöster Santa Maria di Falleri und San Martino al Cimino. Grangien des Klosters entstanden in Hostiaz und Prémilieu, Thézillieu, les Catagnolles, Lavant, le Genevray und Vaux-St-Sulpice, Weinkeller in Clairefontaine und Machuraz. 1601 wurde auf dem Gelände der Abtei auch ein Gestüt eingerichtet. Zu Beginn des 18. Jahrhunderts wurde die Abtei erneuert und die Gebäude wurden dem Zeitgeschmack angepasst. Während der Französischen Revolution wurde die Abtei aufgelöst und anschließend als Steinbruch benutzt. Erhalten geblieben ist nur die ehemalige Fremdenkapelle. Von 1968 bis 1980 fanden Ausgrabungen statt, die den Plan der Anlage erkennen lassen.

## Bauten
Die Kirche lag im Süden, sie wies eine lange rechteckige Apsis auf, die von zwei fünfeckigen Seitenkapellen flankiert war. Das Langhaus hatte fünf Joche, vom ersten Joch führte ein Durchgang zu dem nördlich (links) gelegenen Kreuzgang, von dem keine Reste erhalten sind. Im Nordosten lag ein zweiter kleinerer Kreuzgang. Auch vom Konversenbau sind keine Reste erhalten. Teile der Umfassungsmauer stehen noch.